# Radnice (Devínská Nová Ves)
Bývalá radnice městské části Devínska Nová Ves v Bratislavě je historická budova, v níž do roku 2004 sídlil místní úřad. Dnes v ní sídlí různé soukromé firmy a Turistická informační kancelář Devínské Nové Vsi.

## Dějiny výstavby
Byla postavena v klasicistním stylu na počátku 18. století.

## Poloha
Nachází se na Istrijské ulici č. 49 v památkové zóně Devínské Nové Vsi.

## Využití
Původně sloužila jako třicátková stanice, kde sídlil celní úřad na hranici mezi Uherskem a Rakouskem. Z převáženého zboží se vybíral v naturáliích tzv. tridsiatok. Takové zboží se pak skladovalo ve sklepích, následně prodávalo a výnos byl plánovaným příjmem královské pokladny.
Do roku 2004 v budově sídlil místní úřad v Devínské Nové Vsi. V současnosti jsou kancelářské prostory pronajaty a mimo jiné zde sídlí i Turistická informační kancelář.